# Christophe Diandy
Christophe Diandy (Dakar, 25 november 1990) is een Senegalese voetballer die uitkomt voor Sporting Charleroi. Diandy is een middenvelder.

## Carrière
Diandy sloot zich als jongen aan bij zijn eerste voetbalclub: AS Yego Dakar. Hij viel er op door zijn sterke linker. In januari 2007 verhuisde hij naar het Ghanese Liberty Professionals FC. Ondanks zijn jonge leeftijd speelde hij er regelmatig tijdens het seizoen 2007/08.

### RSC Anderlecht
Een jaar later zocht RSC Anderlecht een middenvelder en kwam het via Cheikhou Kouyaté, een speler van Anderlecht, terecht bij Diandy. Kouyaté en Diandy zijn landgenoten en kenden mekaar al langer. Diandy kon ook naar de Franse clubs FC Metz en Bordeaux, maar koos voor Anderlecht. Op 5 maart 2009 mocht hij testen, zes dagen later kreeg hij een contract voor vijf jaren. Op 17 oktober 2009 maakte hij zijn debuut bij Anderlecht. De jonge Senegalees mocht op het einde van de wedstrijd tegen Sporting Charleroi Romelu Lukaku vervangen. Zijn eerste basisplaats kwam er op 22 oktober, enkele dagen na z'n debuut. Diandy debuteerde toen Europees tegen het Roemeense FC Timişoara.
In juni 2011 leende Anderlecht Diandy voor één seizoen uit aan promovendus Oud-Heverlee Leuven. Het jaar erop werd Diandy opnieuw uitgeleend, dit keer aan Sporting Charleroi. Op 20 augustus 2013 werd Diandy definitief verkocht aan RAEC Mons. Bij Bergen tekende de Senegalees een contract voor drie seizoenen. Een jaar later keerde hij echter al terug naar Charleroi.

## Spelerstatistieken
| Seizoen | Club                     | Land            | Competitie         | Duels | Doelp. |
| ------- | ------------------------ | --------------- | ------------------ | ----- | ------ |
| 2007/09 | Liberty Professionals FC | Vlag van Ghana  | Premier League     | 18    | 8      |
| 2009/10 | RSC Anderlecht           | Vlag van België | Jupiler Pro League | 6     | 0      |
| 2010/11 | RSC Anderlecht           | Vlag van België | Jupiler Pro League | 10    | 0      |
| 2011/12 | → Oud-Heverlee Leuven    | Vlag van België | Jupiler Pro League | 29    | 0      |
| 2012/13 | → Sporting Charleroi     | Vlag van België | Jupiler Pro League | 29    | 0      |
| 2013/14 | RAEC Mons                | Vlag van België | Jupiler Pro League | 29    | 1      |
| 2014/15 | Sporting Charleroi       | Vlag van België | Jupiler Pro League | 21    | 1      |
| 2015/16 | Sporting Charleroi       | Vlag van België | Jupiler Pro League | 30    | 0      |
| 2016/17 | Sporting Charleroi       | Vlag van België | Jupiler Pro League | 38    | 1      |
| 2017/18 | Sporting Charleroi       | Vlag van België | Jupiler Pro League | 31    | 0      |
| 2018/19 | Sporting Charleroi       | Vlag van België | Jupiler Pro League | 12    | 0      |
| Totaal  | Totaal                   | Totaal          | Totaal             | 253   | 11     |

Bijgewerkt op 19 januari 2019